# Enoki Films
Enoki Films è un produttore di anime, con sede a Tokyo. L'azienda fu fondata nel 1975 dai fratelli Enoki. È presente anche in Nord America con una sede distaccata fondata nel 1986 ad Encino, a Los Angeles in California con il nome di Enoki Films USA.

## Anime licenziati da Enoki Films USA
- Bistro Recipe
- Captain Tsubasa
- Cosmowarrior Zero
- El Hazard: The Wanderer
- Flint a spasso nel tempo
- Saiyuki
- Gun Frontier
- Le situazioni di Lui & Lei
- I fantastici viaggi di Fiorellino
- Ikki Tousen
- Lost Universe
- La rivoluzione di Utena
- Slayers

## Anime per più piccoli
- Poko Nyan!
- Mojacko
- Prince Mackaroo
- Hello Kitty
- Petit Petit Anime
- The Galaxy Adventures Oz
- Flint the Time Detective
- Tomatoman
- Kappamaki
- Mock and Sweet
- Hikarian
- Serendipity the Pink Dragon
- Serendipity Stories: Friends of Pure Island

## Anime
- Firestorm
- Galaxy Whirlwind Braiger
- Galaxy Gale Baxingar
- Galaxy Hurricane Sasuraiger
- Hikarian
- Il mago di Oz
- Mission Outer Space Srungle
- Ruins Legend Acrobunch
- Submarine Super 99
- Huckleberry Finn Monogatari
- Pollicina